# Monumento a Sebastián Lorente
El monumento escultórico a Sebastián Lorente se encuentra inscrito en el Sistema Nacional de Registro de Bienes Culturales Muebles del Ministerio de Cultura y custodiado por la Municipalidad Metropolitana de Lima. Además, este monumento ha sido declarado como bien mueble integrante del Patrimonio Cultural de la Nación por el Ministerio de Cultura mediante la Resolución Viceministerial N°053-2018-VMPCIC-MC el 24 de abril del 2018.
Fue elaborada por el escultor piurano Luis Felipe Agurto. Inaugurada el 16 de setiembre de 1924, en el parque Universitario, donde se encuentra hasta la actualidad.

## Descripción
El monumento conmemorativo al historiador y médico español Sebastián Lorente, en honor a sus aportes brindados a la educación en el Perú. Está compuesto por un pedestal de granito y la escultura principal hecha en bronce, en un total de cinco metros de altura, aproximadamente.
La composición presenta un basamento de granito de forma escalonada de pirámide trunca, en el pedestal rectangular, de naturaleza pétrea.
La escultura principal, hecha en bronce, representa al personaje de pie con la mano derecha levantada hacia adelante y en la mano izquierda lleva un libro; el pie derecho se encuentra adelantado como simulando un paso; está vestido de camisa, chaleco, pantalón, zapatos y abrigo. Asimismo, se observa una placa de bronce con la inscripción: “HOMENAJE DE LA NACIÓN AL MAESTRO DE LA JUVENTUD PERUANA SEBASTIÁN LORENTE 1813-1884”.

## Historia

### Concepción y fabricación de la escultura
Con motivo de la conmemoración del centenario de la Independencia de Perú, se manda a erigir una escultura en homenaje al intelectual Sebastián Lorente, médico español e impulsor de la educación en nuestro país, en donde aplicó una reforma con nuevos métodos de enseñanza desde el cargo de director del Colegio Nuestra Señora de Guadalupe y, años después, como decano de la Facultad de Letras de la Universidad de San Marcos. El monumento se ubicó dentro del emplazamiento del Parque Universitario acompañando a las esculturas de los intelectuales Hipólito Unanue y Bartolomé Herrera.
El 3 de octubre de 1918, todavía bajo el mandato del presidente José Pardo, el Congreso otorga a través de la Ley N°2831 “Monumento a don Sebastián Lorente votando partida en el Presupuesto General para su erección”, la suma de dos mil libras peruanas para la ejecución del monumento a Sebastián Lorente (1813-1884). La realización de la obra estuvo a cargo del escultor piurano Luis Felipe Agurto, quien ejecuta la obra de cinco metros de alto aproximadamente, con un pedestal de granito y escultura principal de Bronce, acompañado con una placa de Bronce.

### Sobre el autor: Luis Felipe Agurto
Nació el 9 de marzo de 1898, en Piura. Desde pequeño fue aficionado al dibujo y a los 10 años conoce al presidente José Pardo y Barreda quien, impresionado con su talento, le otorga una beca para que estudiara en Lima en la Escuela de Artes y Oficios que estaba bajo la dirección de Carlos Libero Valente. En 1911, egresa de la Escuela y en 1912 es becado por el gobierno del presidente Leguía para continuar estudios en París, logrando tener como maestros a Mercier y Rodín. Regresa de Europa en 1917 y se integra como docente a la Escuela de Bellas Artes y Oficios. A lo largo de su vida logra plasmar obras de manufactura y ejecución admirables. 
Fallece en Lima, el 4 de junio de 1967. Algunas de sus obras son: monumento al Soldado Desconocido, Morro Solar (Chorrillos); grupo escultórico “La Constitución” en la Cámara de Diputados; estatuas de San Martín y Bolívar en Palacio de Gobierno; grupo escultórico Manco Cápac.

## Ubicación
El monumento a Sebastián Lorente se encuentra dentro del parque Universitario, ubicado en el centro histórico de Lima, delimitado por la Av. Abancay, Av. Nicolás de Piérola, Jr. Azángaro, Jr. Inambari y el Centro Cultural de San Marcos.